# سیارک ۳۱۸۱
سیارک ۳۱۸۱ (به انگلیسی: 3181 Ahnert، نامگذاری:1964EC) سه هزار و صد و هشتاد و یکمین سیارک کشف شده‌است که در ۸ مارس ۱۹۶۴ کشف شد.
قدر مطلق سیارک برابر ۱۲٫۸۰ است.